# Староладозький музей-заповідник
Староладозький історико-архітектурний та археологічний музей-заповідник (рос. Староладожский историко-архитектурный и археологический музей-заповедник) — музей-заповідник на території давнього міста Ладога і його околиць (нині — село Стара Ладога Волховського муніципального району Ленінградської області Росії). Відкритий 15 липня 1971 року. На території 190 га розташовано близько 160 пам'яток VIII — поч. ХХ ст.
Фонди музею нараховують більш ніж 200 тисяч одиниць зберігання. Археологічна колекція Староладозького музею-заповідника вважається однією з найцінніших у Росії.